# National Board of Review Awards 1994
La 66ª edizione dei National Board of Review Awards si è tenuta il 27 febbraio 1995.

## Classifiche

### Migliori dieci film
- Pallottole su Broadway (Bullets Over Broadway), regia di Woody Allen
- La vita a modo mio (Nobody's Fool), regia di Robert Benton
- Ed Wood, regia di Tim Burton
- Le ali della libertà (The Shawshank Redemption), regia di Frank Darabont
- Tom & Viv - Nel bene, nel male, per sempre (Tom & Viv), regia di Brian Gilbert
- La pazzia di Re Giorgio (The Madness of King George), regia di Nicholas Hytner
- Creature del cielo (Heavenly Creatures), regia di Peter Jackson
- Quattro matrimoni e un funerale (Four Weddings and a Funeral), regia di Mike Newell
- Quiz Show, regia di Robert Redford
- Pulp Fiction, regia di Quentin Tarantino
- Forrest Gump, regia di Robert Zemeckis

### Migliori film stranieri
- La Regina Margot (La Reine Margot), regia di Patrice Chéreau
- Fragola e cioccolato (Fresa y Chocolate), regia di Tomás Gutiérrez Alea e Juan Carlos Tabío
- Tre colori - Film rosso (Trois couleurs: Rouge), regia di Krzysztof Kieślowski
- Mangiare bere uomo donna (Yin shi nan nu), regia di Ang Lee
- Vivere! (Huozhe), regia di Zhang Yimou

## Premi
- Miglior film: Forrest Gump, regia di Robert Zemeckis ex aequo Pulp Fiction, regia di Quentin Tarantino
- Miglior film straniero: Mangiare bere uomo donna (Yin shi nan nu), regia di Ang Lee
- Miglior documentario: Hoop Dreams, regia di Steve James
- Miglior attore: Tom Hanks (Forrest Gump)
- Miglior attrice: Miranda Richardson (Tom & Viv - Nel bene, nel male, per sempre)
- Miglior attore non protagonista: Gary Sinise (Forrest Gump)
- Miglior attrice non protagonista: Rosemary Harris (Tom & Viv - Nel bene, nel male, per sempre)
- Miglior cast: Prêt-à-Porter (Prêt-à-Porter), regia di Robert Altman
- Miglior regista: Quentin Tarantino (Pulp Fiction)
- Premio alla carriera nella sceneggiatura: William Goldman
- Miglior film realizzato per la tv via cavo: Tales of the City, regia di Alastair Reid
- Premio alla carriera: Sidney Poitier
- Premio Billy Wilder per l'eccellenza nella regia: Billy Wilder
- Premio William K. Everson per la storia del cinema: William K. Everson
- Menzioni speciali:
  - James Card, per l'eccezionale lavoro di preservazione dei film